# 足利警察署

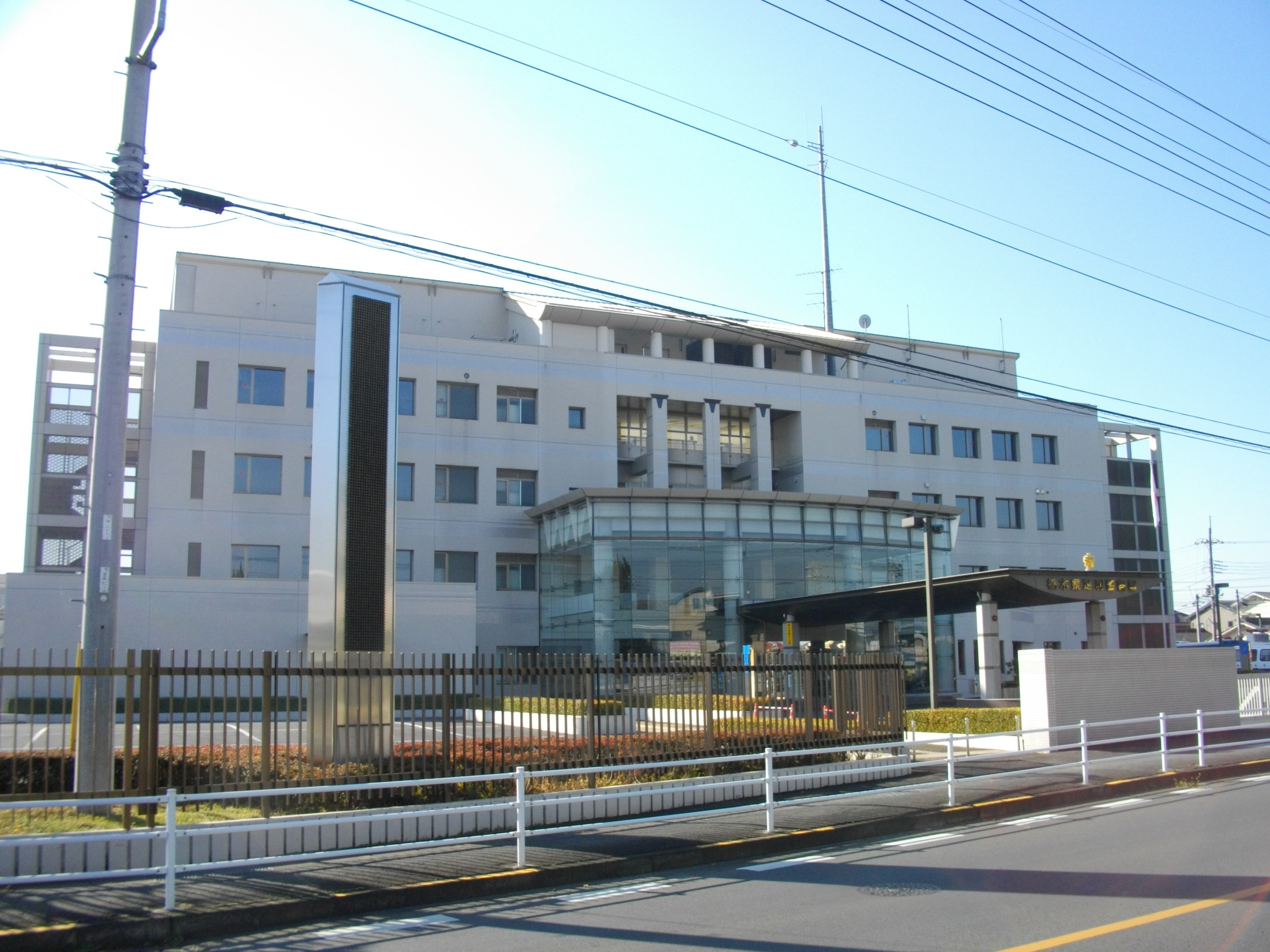
足利警察署

足利警察署（あしかがけいさつしょ）は、栃木県足利市千歳町にある栃木県警察が管轄する警察署。

## 所在地
- 栃木県足利市千歳町94番地7

## 管轄区域
- 足利市

## 沿革
- 1874年（明治7年） - 足利警察掛出張所として開設
- 1875年（明治8年） - 足利警察署出張所に改称
- 1880年（明治13年） - 足利警察署に改称、佐野警察署を分割
- 1954年（昭和29年） - 警察法改正により、栃木県足利警察署に改称
- 1999年（平成11年） - 足利市家富町2243から現在地に新築移転

## 組織
- 署長(警視)
- 副署長(警視)
- 警務課長兼取調べ監督官(警部)
- 刑事管理官(警視) - 刑事1課、刑事2課
- 生活安全課
- 地域課
- 交通捜査課
- 警備課

## 交番・駐在所
足利
- 足利駅前交番 - 足利市伊勢町一丁目138番地5
- 織姫交番 - 足利市通四丁目2807番地1

毛野
- 常見町交番 - 足利市常見町2丁目7番地11
- 毛野駐在所 - 足利市大沼田町914番地9

山辺・矢場川
- 東武駅前交番 - 足利市田中町909番地3
- 堀込町交番 - 足利市堀込町2474番地1
- 山辺駐在所 - 足利市八幡町2丁目14番地2

山前・三重
- 鹿島町交番 - 足利市鹿島町636番地3

北郷・名草
- 利保町交番 - 足利市利保町3丁目7番地6
- 名草駐在所 - 足利市名草中町1602番地1

坂西
- 小俣駐在所 - 足利市小俣町519番地5
- 葉鹿町駐在所 - 足利市葉鹿町2丁目16-5
- 板倉町駐在所 - 足利市板倉町14番地1
- 松田町駐在所 - 足利市松田町1228番地3

御厨
- 久保田町駐在所 - 足利市久保田町119番地7
- 羽刈町駐在所 - 足利市羽刈町758番地2

富田
- 多田木町駐在所 - 足利市多田木町122番地1

## 不祥事
- 足利事件
- 2011年10月25日 - 足利署長の男性警視が部下の指導に問題があったとして、県警は25日付で警視を警務部付にしたと発表した[1]。
- 2011年11月25日 - 県警は元署長の男性警視を虚偽有印公文書変造・同行使と虚偽有印公文書作成・同行使の疑いで書類送検し、停職1ヶ月の処分とした。警視は同日付で依願退職した。部下へのパワハラについては、「震災で自宅が被災してイライラしていた」と供述した。